# 祥妃
祥妃（しょうひ、転写：urgungga fei、嘉慶13年(1808年)1月13日 - 咸豊11年(1861年)1月6日）は、清の道光帝の側室。満洲鑲黄旗の出身。姓は鈕祜禄(ニ゙オフル)氏。父は郎中久福。

## 生涯
道光2年（1822年）、八旗選秀により、祥貴人に封ぜられ、入宮した。
道光3年（1823年）、祥嬪に冊封された。
道光5年（1825年）、第二皇女を産むが、先天的な虚弱体質による慢性痙攣により、半年後に夭逝した。また同年祥妃に冊封された。
道光9年（1829年）、第五皇女寿臧和碩公主を産む。
道光11年（1831年）、第五皇子の惇勤親王奕誴を産む。
道光17年（1837年）、祥貴人に降格される。
道光30年（1850年）、道光帝の崩御により即位した咸豊帝により、皇考祥嬪に尊封された。
咸豊11年(1861年)1月6日）、薨去し、慕陵の妃園寝に陪葬された。
死後、同治帝により、皇祖祥妃に追封された。

## 逸話
自身につける宮女を度々折檻していて、それが、貴人への降格の理由だと考えられている。

## 子女
- 皇二女：（夭逝）
- 皇五女：寿臧和碩公主
- 皇五子：惇親王奕誴